# Brillhäuser
Brillhäuser ist eine Häusergruppe in der Marktgemeinde Dobersberg und eine Rotte in der Marktgemeinde Thaya im Bezirk Waidhofen an der Thaya in Niederösterreich.

## Geografie
Der Ort liegt westlich der Thaya und nördlich des Taxenbaches in einer sanften, nach Süden exponierten Mulde, die auch die Gemeindegrenze bildet, womit der Ort in zwei benachbarten Gemeinden liegt. In der Gemeinde Thaya ist Brillhäuser ein Teil der Ortschaft Peigarten und in der Gemeinde Dobersberg ein Teil der Ortschaft Goschenreith am Taxenbache. 

## Geschichte
Der Franziszeische Kataster von 1823 zeigt die Brillhäuser als Straßendorf mit zwei Häuserzeilen. Der dem Kreis Ober-Manhartsberg zugeteilte Ort wurde nach dem Umbruch 1848 zum Amtsbezirk Dobersberg geschlagen. Laut Adressbuch von Österreich waren im Jahr 1938 in Brillhäuser zwei Landwirte mit Direktvertrieb ansässig.